# Brachymeria tibialis

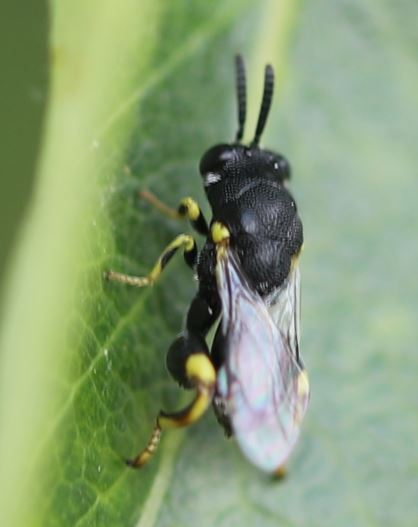

Brachymeria tibialis ist eine Erzwespenart aus der Familie der Chalcididae. Die Art wurde von Francis Walker im Jahr 1834 als Chalcis tibialis erstbeschrieben. Das lateinische Art-Epitheton tibialis bezieht sich auf die Tibien (Schienen). 

## Merkmale
Die Erzwespen sind etwa 5 mm lang. Sie sind überwiegend schwarz gefärbt. Die Tegulae sind gelb. Die Beine sind schwarz-gelb gemustert. Die Femora sind mit Ausnahme des apikalen Endes schwarz gefärbt. Die Tibien sind auf der Innenseite schwarz gefärbt, ansonsten sind sie gelb. Insbesondere die hinteren Tibien sind auf der Dorsalseite auf der gesamten Länge gelb gefärbt. Die Tarsen sind gelb. Die hinteren Femora sind verdickt.

## Verbreitung
Das Verbreitungsgebiet der Erzwespenart erstreckt sich über weite Teile Europas. Im Süden reicht das Vorkommen bis nach Nordafrika, im Osten über den Nahen und Mittleren Osten sowie den Kaukasus bis nach Zentralasien (Kasachstan, Usbekistan) und in die Orientalis (Pakistan, Indien). In Nordamerika wurde die Art zum biologischen Pflanzenschutz gegen den Schwammspinner (Lymantria dispar) im 21. Jahrhundert eingeführt.

## Lebensweise
Die Erzwespenart ist ein solitärer Endoparasitoid von Puppen verschiedener Schmetterlinge. Es werden u. a. Tortricidae, Yponomeutidae, 
Lasiocampidae, Lymantriinae, Arctiinae, Pieridae und Nymphalidae parasitiert. Zu den Wirtsarten zählen auch Vertreter der Gattung Zygaena aus der Familie der Widderchen oder Blutströpfchen (Zygaenidae). Weitere Wirtsarten sind Cricula trifenestrata, ein in Südasien vorkommender Schmetterling aus der Familie der Pfauenspinner (Saturniidae), der Baum-Weißling (Aporia crataegi), der Pappelspinner (Leucoma salicis), der Ringelspinner (Malacosoma neustria) und die Wickler-Art Sparganothis pilleriana. Es werden neben Schmetterlingen auch andere Insektenordnungen parasitiert. Die Art agiert gewöhnlich als Primärparasitoid, nur in seltenen Fällen auch als Hyperparasit. Die Art bildet 2 bis 3 Generationen im Jahr. Die weiblichen Imagines überwintern.